# AJS Model 4-serie 1935-1936
De AJS Model 4-serie 1935-1936 was een serie 500cc-motorfietsen die het Britse merk AJS produceerde in 1935 en 1936.

## Voorgeschiedenis
AJS in Wolverhampton was in 1927 begonnen met de productie van 500cc-zijklepmotoren, de AJS Model 9-serie. 

### Overname door Matchless
Vanaf 1929 begon het bedrijf echter in financiële nood te komen en in 1931 besloten de aandeelhouders om het faillissement aan te vragen. Eind 1931 werd de motorfietstak en de goodwill voor 20.000 pond gekocht door Matchless in Woolwich. De productie in Wolverhampton werd onmiddellijk gestaakt en overgebracht naar Woolwich. AJS had op dat moment nog een breed scala aan modellen: de 250cc-modellen van de Model 12-serie, de 350cc-modellen van de Model 4-serie, de Model 5-serie, de Model 6-serie en de Model 7-serie, de 500cc-modellen van de Model 8-serie, de Model 9-serie en de Model 10-serie en de zware AJS V-twins die vooral geschikt waren als zijspantrekker. Het modellenaanbod van Matchless was nogal beperkt. In 1931 leverde ook dat merk de zware V-twins van de Matchless Model X-serie en daarnaast werkte men aan twee projecten die eigenlijk al aan het mislukken waren: de 400cc-V-twin Silver Arrow en de 600cc-V4 Silver Hawk.

### Type-aanduiding
Zo vormde het uitgebreide leveringsprogramma van AJS een welkome aanvulling van het Matchless-programma. Beide merken bleven aanvankelijk naast elkaar bestaan, maar de AJS-V-twin Model T2 uit 1932 was feitelijk al een kopie van het Matchless Model X/3. De letter "T" stond bij AJS voor het modeljaar 1932. Vanaf 1933 ging Matchless ook de jaartallen in de type-aanduiding toepassen, niet met letters, maar met het concrete bouwjaar. Het AJS Model T9 werd bijvoorbeeld AJS Model 33/9 in 1933.

### 1935
Halverwege de jaren dertig begon Matchless ook onder eigen naam lichtere modellen te ontwikkelen, te beginnen bij de 250cc-Matchless Model F7-serie van 1934. De werd geproduceerd naast de AJS Model 12-serie en de AJS Model 22-serie. In 1935 volgde het 350cc-Matchless Model 35/D3 dat naast de AJS-series Model 5, Model 6, Model 7, Model 16 en Model 26 werd uitgebracht. 

#### 500cc-modellen
AJS leverde al de Model 8-serie, sportmotoren met een kopklepmotor, de Model 10-serie clubmanracers met bovenliggende nokkenas en de Model 9-serie, toermotoren annex zijspantrekkers met zijklepmotor. Matchless zette daar onder eigen merknaam de sportmodellen met kopklepmotor 35/D80 en 35/D90 én de zijklepper 35/D5 naast. Bovendien verschenen de AJS-modellen 35/4, 35/14 en 35/18. Omdat sommige modellen ook nog meerdere versies hadden, zoals "Standard", "De Luxe", "Competition" en "Racing", konden klanten binnen het samenwerkingsverband AJS/Matchless kiezen uit niet minder dan elf 500cc-modellen.

## AJS Modellen 35/4 en 36/4
Het AJS-Model 34/9 had een zijklepmotor met een licht voorover hellende cilinder en een boring-slagverhouding van 84 x 90 mm. Matchless besloot om deze motor in 1935 niet over te nemen. De Matchless-modellen 35/D80, 35/D90 en 35/D5 en de AJS-modellen 35/4 en 35/14 kregen allemaal een andere motor met een boring-slagverhouding van 82,5 x 93 mm. Bij de zijklepper Matchless 35/D5 helde de cilinder net als bij het AJS Model 35/9 licht voorover, bij de AJS-modellen 35/4 en 35/14 stond de cilinder rechtop. Kenmerkend verschil met het Model 35/14 was dat bij het Model 35/14 een ontstekingsmagneet voor de cilinder was gemonteerd. Het Model 35/4 had een dynamo-bobine-ontstekingssysteem dat achter de cilinder was geplaatst. Het Model 35/4 had een "Lo-Ex" aluminium zuiger en de krukas was gelagerd met kogellagers. Het blok toonde veel gelijkenis van dat van de AJS Model S9 Heavy, wat niet verwonderlijk was omdat AJS in 1931 door Matchless was opgekocht. De kleppen waren door een metalen plaatje ingesloten en de machine had een handbediende kleplichter om het starten makkelijker te maken. Het dry-sump smeersysteem had een 1,7 liter olietankje onder het zadel. De vierversnellingsbak was nog handgeschakeld, de primaire ketting liep in een oliebad en de secundaire ketting had een kettingschermpje met zijplaat om de achterband tegen oliespatten te beschermen. Op het voorste kettingtandwiel zat een transmissiedemper. Er was al een moderne middenbok aanwezig, maar ook nog een ouderwetse voorwielstandaard. Het achterwiel kon worden uitgebouwd zonder de ketting of de trommelrembediening te verwijderen. Een afneembare bagagedrager kostte 15 shilling extra. De Girder-parallellogramvork was voorzien van drie frictiedempers: twee schokdempers en een stuurdemper. In 1936 volgde het Model 36/4, dat vrijwel identiek was. Het kostte 48 pond, twee pond minder dan het Model 36/14 en drie pond minder dan het Matchless Model 36/D5. 

## Einde productie
Na 1936 snoeide Matchless in het modellenaanbod bij de zijkleppers. Onder eigen naam werd de D5 vervangen door de G5 die na 1938 ook verdween en bij AJS bleef alleen het Model 9 in productie. 